# ابن السراج الشنتريني
أبو بكر محمد بن عبد الملك الشنتريني الأندلسي المعروف بـابن السّرّاج الشَنتريني (؟ - 549 هـ/ 1154 م) لغوي وأديب عربي أندلسي من أهل القرن الثاني عشر الميلادي/ السادس الهجري. ولد في شنترين وسكن إشبيلية وأخذ عن علمائها. رحل إلى المشرق في 1121 فنزل في مصر وقام بالتدريس. ثم ذهب إلى اليمن فأقام فيها مدّة عاد بعدها إلى مصر وتوفي بها. له عدة مؤلفات في النحو وعلوم الأدب.

## سيرته
هو أبو بكر محمد بن عبد الملك الشنتريني. من أهل شنترين بطائفة بطليوس في غربي الأندلس على نهر تاجة شمال إشبونة. سكن إشبيلية وأخذ العربية والنحو عن أبي عبد الله محمد بن خيرة النحوي، وعن علي بن عبد الرحمن بن الأخضر الإشبيلي، وروى الحديث عن أبي القاسم النفطي ثم حدّث عن أبي القاسم بكتاب الموطا لمالك بن أنس. رحل إلى المشرق في سنة 515 هـ/ 1121 م فنزل في مصر وأقرأ بها القرآن والنحو، وحدّث. وكانت له حلقة في جامع مصر لإقراء النحو. من تلاميذه: عبد الله بن بري بن عبد الجبار المقدسي، وأبو الحسن علي بن عبد الله النابلسي ابن العطار. ثم ذهب إلى اليمن - الدولة الصليحية - فأقام فيها مدّة عاد بعدها إلى مصر بالدولة الفاطمية حيث توفي في رمضان سنة 549 هـ/ 1154 م.
```
ومن تلاميذ ابن السراج الشنتريني، أيضا: أبو حفص عمر بن إسماعيل بن عمر بن إسماعيل الشنتريني من شيوخ ابن خير الإشبيلي، لقي ابن السراج الشنتريني بمصر سنة (531هـ)، وعنه أخذ تنبيه الألباب على فضائل الإعراب.  وعلي بن عبد الرحمن، أبو الحسن المشهور بالأخفش، وقد أخذ عن الشنتريني كتاب الفصيح لثعلب.
[
4
]
```

## أدبه
برع في علوم القرآن والحديث والفقه وكان لغويًا ونحويًا وأديبًا ناقدًا. وله مؤلفات. جاء في نفح الطيب من غصن الأندلس الرطيب نقلًا عن السلفي «كان من أهل الفضل الوافر، والصلاح الظاهر، وكانت له حلقة في جامع مصر لإقراء النحو، وكثيراً ما كان يحضر عندي ـ رحمه الله تعالى ـ مدة مقامي بالفسطاط».
قال في مقدمه كتاب «المعيار في أوزان الأشعار»:

## مؤلفاته
- «المعيار في أوزان الأشعار».
- «الكافي في علم القوافي».
- «تقويم البيان في تحرير الأوزان».
- «تنبيه الألباب على فضائل الإعراب»،

«تلقيح الألباب في عوامل الإعراب».
- اختصار كتاب العمدة لابن رشيق والتنبيه على أغلاطه، وقد أورده بروكلمن أيضًا باسم «جواهر الآداب وذخائر الشعراء والكتاب».
- «تاج المداخل»، لم يذكره من ترجم له، إلا صاحب كشف الظنون وصاحب هدية العارفين، ولم يظهر لي موضوعه.[5]